# Mitropolia de Patras
Mitropolia de Patras (în greacă Ιερά Μητρόπολις Πατρών) este o mitropolie a Bisericii Ortodoxe a Greciei, cu sediul în orașul Patras din Ahaia, Grecia, care își întinde jurisdicția asupra părții de nord-vest a peninsulei Peloponez.
Scaunul episcopal ar fi fost fondat, potrivit tradiției, în secolul I de Sfântul Andrei, care a fost martirizat aici. Din punct de vedere istoric, el a fost unul din cele două scaune episcopale majore ale Peloponezului, alături de scaunul episcopal de Corint. Mitropolia s-a aflat inițial în jurisdicția Patriarhiei de Constantinopol, iar începând din 1833 se află în jurisdicția Bisericii Ortodoxe a Greciei, cu excepția perioadei în care orașul Patras a făcut parte din Principatul de Ahaia și a funcțional acolo o arhiepiscopie romano-catolică.

## Istoric

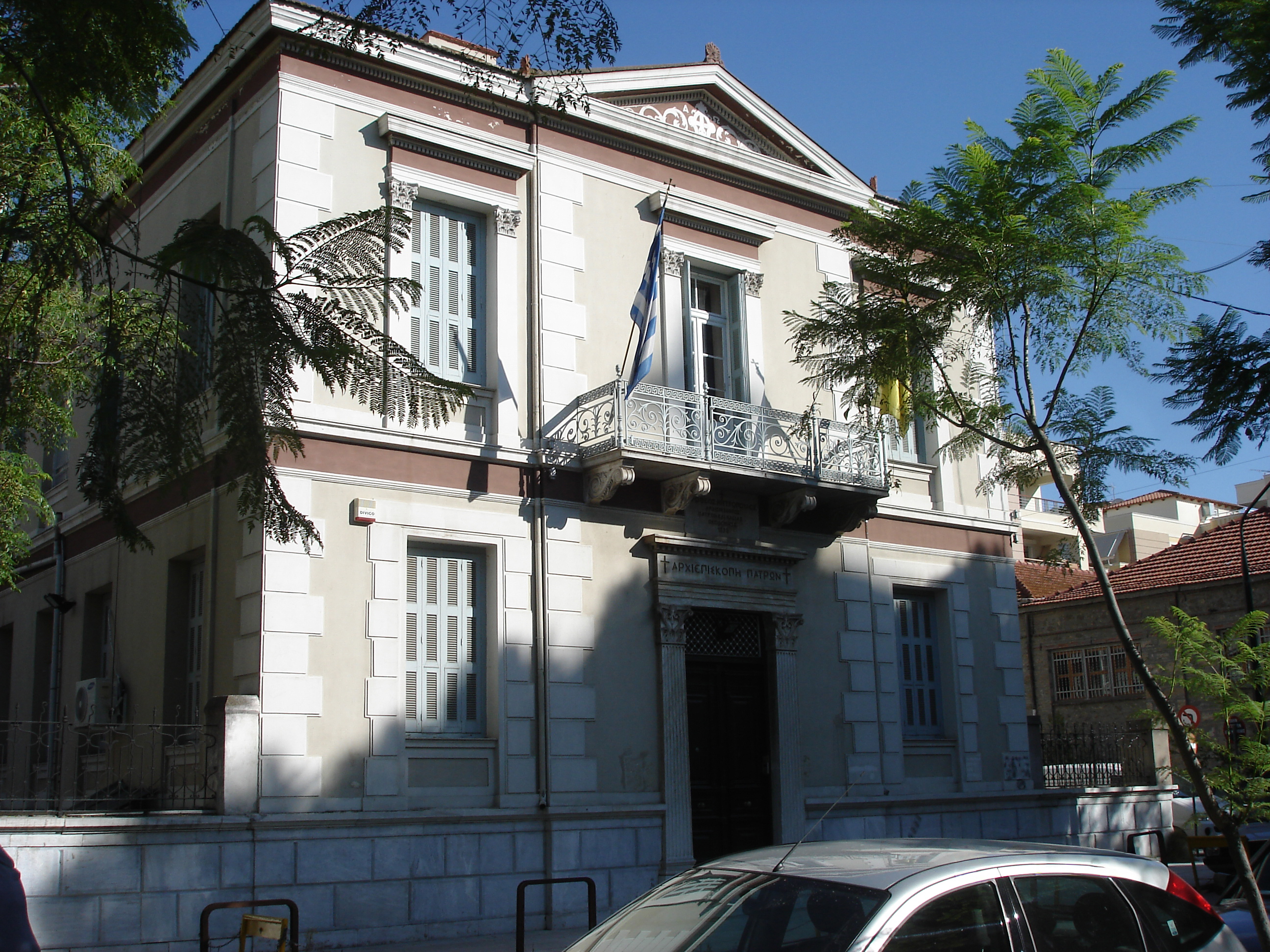
Clădirea vechii arhiepiscopii latine, unde se află astăzi reședința mitropolitului

Scaunul episcopal de la Patras a fost fondat, după tradiție, de Sfântul Andrei, care a fost răstignit acolo. Moaștele sale sunt încă păstrate în Catedrala Mitropolitană „Sf. Andrei” din Patras.
Până în 733 Episcopia de Patras a fost subordonată Mitropoliei de Corint și s-a aflat sub jurisdicția Patriarhiei Romei. În acel an, împăratul Leon al III-lea Isaurul a trecut toate scaunele episcopale din prefectura Illyricum în subordinea Patriarhiei Constantinopolului.
Ulterior, Episcopia de Patras a fost ridicată la rangul de arhiepiscopie, apoi, în 806, a devenit mitropolie. A avut patru episcopii sufragane, apoi cinci în jurul anului 940, iar după 1453 a mai avut doar două episcopii sufragane, care au fost desființate succesiv.
În secolul al X-lea a trăit acolo un renumit stâlpnic, la care Sf. Luca cel Tânăr a mers să fie instruit.
Începând din 1180 și până în 1833 scaunul mitropolitan a fost denumit oficial „Mitropolia de Paleopatras” (Μητρόπολις Παλαιών Πατρών), adică „Mitropolia Vechiului Patras”, pentru a-l distinge de „Noul Patras”, orașul modern Ypati. Printre cei mai de seamă mitropoliți care au păstorit aici în această perioadă s-au numărat viitorii patriarhi ecumenici ai Constantinopolului Timotei al II-lea și Gavriil al IV-lea, precum și Gherman al III-lea, care a jucat un rol important în Războiul de Independență al Greciei.

## Scaunul episcopal latin
În 1205 cavalerul cruciat William of Champlitte a pus stăpânire pe orașul Patras și a adus clerici romano-catolici; ei l-au ales la rândul lor pe Antelm de Cluny ca arhiepiscop. Antelm de Cluny avea cinci episcopi sufragani cu reședința în Andravida, Amyclæ, Modon, Coron și Cefalonia-Zante; chiar și atunci când teritoriile episcopiilor de Modon și Coron au aparținut venețienilor, episcopii respectivi au continuat să depindă de arhiepiscopul de Patras. Teritoriul ecleziastic a cuprins Baronia Patras, care era stăpânită de familia cavalerilor Aleman și era vasală Principatului de Ahaia. În 1276 arhiepiscopii catolici au dobândit controlul asupra Baroniei Patras, care a devenit practic de acum încolo independentă de Principatul de Ahaia. Arhiepiscopii latini au stăpânit Baronia Patras până în 1408, când au vândut-o Republicii Venețiene. În 1429 ea a căzut din nou în stăpânirea grecilor din Despotatul de Moreea, care au restaurat scaunul mitropolitan ortodox. Orașul Patras a fost capturat de turcii otomani în 1460.
Lista arhiepiscopilor latini de Patras a fost întocmită de Le Quien, Heinrich Gelzer și Jules Pargoire. Când orașul Patras a încetat să mai aibă episcopi catolici rezidenți, au continuat să fie numiți episcopi catolici titulari. Această practică a încetat după Conciliul Vatican II și nu au mai avut loc alte numiri în acest scaun titular după moartea în 1971 a ultimului episcop care deținea acest titlu.
În 1640 s-au stabilit la Patras misionari iezuiți, iar în 1687 misionari franciscani și carmeliți. Până în 1834 episcopul catolic de Syros s-a ocupat cu administrarea teritoriului Peloponezului, iar începând de atunci papa a încredințat păstorirea comunității catolice peloponeziace episcopului catolic de Zakynthos.

## Mitropoliți
- Stratocle⁠(el)[traduceți] (sec. I)
- Irodion de Patras⁠(el)[traduceți] (sec. I)
- Teodor Santavarinos⁠(el)[traduceți] (868-876)
- Eftimie Tornikos⁠(el)[traduceți] (1180-1207)
- Mihail (1315-?)
- Mitrofan I (?-1341)
- Iosif (1341-1353)
- Macarie I (1353-1365)
- Meletie I (1365-1366)
- Ignatie (?)
- Maxim I⁠(el)[traduceți] (?-1396)
- Ștefan (1396-1397)
- Nifon (1397-?)
- Ioachim I⁠(el)[traduceți] (sec. al XV-lea)
- Neofit (1460-1466)
- Chiril (1467-?)
- Dionisie I (?-1545)
- Grigorie I (1545-1561)
- Gherman I⁠(el)[traduceți] (1561-1572)
- Metodie (1572-1575)
- Arsenie I (1575-1576)
- Daniil I (1576-1578)
- Dionisie al II-lea (1578)
- Partenie I (1578-1579)
- Arsenie I (1579-1580)
- Metodie (1583)
- Arsenie I (1585)
- Nectarie (1586-1592)
- Gavriil al II-lea (1592-1593)
- Daniil I (1593-1601)
- Timotei Marmarinos⁠(en)[traduceți] (28 februarie 1601 - noiembrie 1612)
- Teofan I Florias⁠(el)[traduceți] (1612-1638)
- Partenie al II-lea⁠(el)[traduceți] (1638 - februarie 1641)
- Teofan al II-lea Lokamistas (1641 - 16 noiembrie 1646)
- Partenie al II-lea⁠(el)[traduceți] (1646-1649)
- Teofan al II-lea Lokamistas (1649 - martie 1650)
- Antonie I (1650-1653)
- Daniel al II-lea (1653-1674)
- Partenie al III-lea (1674-1677)
- Paisie I (1677-1678)
- Gherman al II-lea (1678-1683)
- Arsenie al II-lea Dimitropoulos (1683-1684)
- Gherman al II-lea (1684-1687)
- Arsenie al II-lea Dimitropoulos (1687-1711)
- Hristofor Antonopoulos (1711-1715)
- Paisie al II-lea Pogonatos⁠(el)[traduceți] (1716-1717)
- Daniel al III-lea (1717-1727)
- Paisie al II-lea Pogonatos⁠(el)[traduceți] (1727-1731)
- Gherasim Thiraios⁠(el)[traduceți] (22 iulie 1733 - 1750)
- Partenie al IV-lea⁠(el)[traduceți] (1750-1756)
- Gherasim Thiraios⁠(el)[traduceți] (august 1757 - 1759)
- Partenie al IV-lea⁠(el)[traduceți] (1759-1770)
- Gavriil⁠(en)[traduceți] (aprilie 1771 - 19 octombrie 1780)
- Grigorie Kalamaras⁠(el)[traduceți] (1781-1799)
- Macarie al II-lea (1799-1806)
- Gherman al III-lea Gotzias⁠(en)[traduceți] (1806 - 30 mai 1826)
- Dedrinos (1826-1828)
- Agatanghel Mirianthousis (1828-1832)
- Meletie al II-lea (1832-1840)
- Teodorit (1841-1842)
- Dedrinos (1842-1852)
- Misail Apostolidis⁠(el)[traduceți] (1852 - 2 decembrie 1861)
- Chiril Haironidis⁠(el)[traduceți] (22 mai 1866 - 12 martie 1874)
- Averchie Lampiris⁠(el)[traduceți] (11 august 1874 - 1883)
- Nichifor Kalogeras⁠(el)[traduceți] (1883-1885)
- Damaschin Hristopoulos (1886-1892)
- Ierotei Mitropoulos (1892-1903)
- Antonie al II-lea Paraskis (1906-1944)
- Teoclet Panagiotopoulos⁠(el)[traduceți] (1944-1957)
- Constantin Platis⁠(bg)[traduceți] (1957-1973)
- Nicodim Vallindras (22 mai 1974 - 12 ianuarie 2005)
- Hrisostom Sklifas⁠(el)[traduceți] (20 februarie 2005 - )

## Legături externe
- Sursă